# Mesochorus inaequalis
Mesochorus inaequalis är en stekelart som beskrevs av Dasch 1974. Mesochorus inaequalis ingår i släktet Mesochorus och familjen brokparasitsteklar. Inga underarter finns listade i Catalogue of Life.